# رانی ردکی
رانی ردکی (انگلیسی: Ronnie Radke؛ زادهٔ ۱۵ دسامبر ۱۹۸۳) یک خواننده اهل ایالات متحده آمریکا است. وی از سال ۱۹۹۸ میلادی تاکنون مشغول فعالیت بوده است.